# 星組 (宝塚歌劇)
星組（ほしぐみ、英称：Star troupe）は、宝塚歌劇団第4番目の組。イメージカラーは青。組長は美稀千種、副組長は輝咲玲央。

## 組の特色
1933年に創設された。1939年に、時局悪化のためにいったん廃止され、花・月・雪の3組体制を経て、太平洋戦争後の1948年に労働基準法に対応するため復活し、現在に至る。
90年代初頭には「コスチュームの星組」と称され、現在に至るまで存在感のあるスターを多く輩出している。また、一本物作品の上演も多く、『虞美人』をはじめ、『王家に捧ぐ歌』や『THE SCARLET PIMPERNEL』などを初演している。
2004年の『ロマンチカ宝塚’04 - ドルチェ・ヴィータ! -』の成果が評価され、第59回芸術祭優秀賞（演劇・関西参加公演の部）を受賞。

## 組の体制
- トップスター：暁千星（2025年8月11日 - ）
- トップ娘役：詩ちづる（2025年8月11日 - ）

## 在籍中の星組生徒一覧

### 男役
- 美稀千種
- 輝咲玲央
- ひろ香祐
- 朝水りょう
- 暁千星
- 瑠風輝
- 夕渚りょう
- 天希ほまれ
- 蒼舞咲歩
- 希沙薫
- 碧海さりお
- 颯香凜
- 夕陽真輝
- 天飛華音
- 奏碧タケル
- 鳳真斗愛
- 紘希柚葉
- 羽玲有華
- 碧音斗和
- 御剣海
- 世晴あさ
- 凛央捺はる
- 透綺らいあ
- 稀惺かずと
- 大希颯
- 彩紋ねお
- 青風希央
- 凰陽さや華
- 飛翠真凜
- 樹澄せいや
- 朝稀さいら
- 世奈未蘭
- 和波煌
- 桃李拍
- 馳琉輝
- 瑠羽らいと
- 珀亜れい
- 風希咲玖
- 早瀬まほろ
- 逢莉しゅん
- 花綾れい
- 彩香涼
- 青星すみと
- 朝路みつき
- 新琉
- あゆう壬都
- 琴音悠希

### 娘役
- 澪乃桜季
- 七星美妃
- 瑠璃花夏
- 星咲希
- 綾音美蘭
- 鳳花るりな
- 詩ちづる
- 瞳きらり
- 彩夏こいき
- 乙華菜乃
- 愛花いと
- 咲園りさ
- 碧羽陽
- 美玲ひな
- 詩花すず
- 藍羽ひより
- 茉莉那ふみ
- 乙妃優寿
- 絢咲羽蘭
- 美鈴桜
- 湖ノ花なり
- 美琴ゆゆ
- 星奈蘭
- 桃羽ひらり
- 夏音葉
- 史真えみり

## 歴代トップスター
- 春日野八千代（1936年雪組へ異動）[3]
- 葦原邦子（1939年退団）[3]
- 南悠子（1971年退団）[3]
- 寿美花代（1962年声楽専科へ異動。1963年退団）[3]
- 那智わたる（1965年演劇専科へ異動。1968年退団）[3]
- 上月晃（1969年声楽専科へ異動。1970年退団）[3]
- 鳳蘭&安奈淳（1970年5月9日?[注釈 2] - 1974年2月1日?[注釈 3]。74年に安奈が花組へ異動）
- 鳳蘭（1974年2月2日? - 1979年3月28日?）
- 瀬戸内美八（1979年3月29日? - 1983年8月10日）
- 峰さを理（1983年8月11日 - 1987年11月29日）
- 日向薫（1987年11月30日 - 1992年3月31日）
- 紫苑ゆう（1992年4月1日 - 1994年12月26日）
- 麻路さき（1994年12月27日 - 1998年11月23日）
- 稔幸（1998年11月24日 - 2001年10月1日）
- 香寿たつき（2001年10月2日 - 2003年3月23日）
- 湖月わたる（2003年3月24日 - 2006年11月12日）
- 安蘭けい（2006年11月13日 - 2009年4月26日）
- 柚希礼音（2009年4月27日 - 2015年5月10日）
- 北翔海莉（2015年5月11日 - 2016年11月20日）
- 紅ゆずる（2016年11月21日 - 2019年10月13日）
- 礼真琴（2019年10月14日 - 2025年8月10日）
- 暁千星（2025年8月11日 - ）

## 歴代トップ娘役
- 梓真弓（1986年退団）
- 浅茅しのぶ（1954年退団）
- 宮城野由美子（1951年退団）
- 初風諄（1967年10月30日? - 1970年5月8日?[注釈 4]、1976年退団）
- 大原ますみ（1970年5月9日? - 1974年6月30日）
  - 1974 - 1976年は衣通月子、奈緒ひろきらが主演した公演が多い。
  - 1976年『ベルサイユのばらIII』では初風諄が主演娘役を務めた。
- 遥くらら（1977年5月12日? - 1980年4月7日?。1980年4月8日?、雪組トップ娘役に異動）
- 東千晃（1979年3月26日? - 1982年4月30日）
- 姿晴香（1982年5月1日 - 1983年11月29日）
- 南風まい（1983年11月30日 - 1988年12月31日）
- 湖条れいか（1984年6月29日? - 1986年7月31日。南風と共にダブルトップ娘役）
- 毬藻えり（1989年1月1日 - 1992年3月31日）
- 白城あやか（1992年4月1日 - 1997年3月31日）
- 月影瞳（1997年4月1日 - 1997年9月30日。1998年1月1日、雪組トップ娘役に就任）
- 星奈優里（1997年10月1日 - 2001年10月1日）
- 渚あき（2001年10月2日 - 2003年3月23日）
- 檀れい（2003年3月24日 - 2005年8月14日）
- 白羽ゆり（2005年8月15日 - 2006年11月12日。2006年12月25日、雪組トップ娘役に就任）
- 遠野あすか（2006年11月13日 - 2009年4月26日）
- 夢咲ねね（2009年4月27日 - 2015年5月10日）
- 妃海風（2015年5月11日 - 2016年11月20日）
- 綺咲愛里（2016年11月21日 - 2019年10月13日）
- 舞空瞳（2019年10月14日 - 2024年12月1日）
  - 固定スター不在（2024年12月2日 - 2025年8月10日）
- 詩ちづる（2025年8月11日 - ）

## 歴代組長
- 門田芦子（1933年 - 1937年）
- 汐見洋子（1937年 - 1939年）
- 神代錦（1948年 - 1951年）
- 水原節子（1951年 - 1952年）
- 御山櫻（1952年 - 1953年）
- 天城月江（1953年 - 1969年）
- 美吉左久子（1969年 - 1975年）
- 淡路通子（1975年 - 1979年）
- 葉山三千子（1979年 - 1993年4月30日）
- 一樹千尋（1993年5月1日 - 1996年12月16日）
- 夏美よう（1996年12月17日 - 2000年9月30日）
- 英真なおき（2000年10月1日 - 2012年2月5日）
- 万里柚美（2012年2月6日 - 2020年9月20日）
- 美稀千種（2020年9月21日 - ）

## 歴代副組長
- 美吉左久子（1948年? - 1950年?）[4]
- 汐風享子（1950年? - 1951年?）[4]
- 瑠璃豊美（1951年? - 1952年?）[4]
- 由美あづさ（1952年? - 1953年?）[4]
- 汐風享子（1953年? - 1958年?）[4]
- 畷克美（1958年? - 1960年?）[4]
- 鳴海潮（1960年? - 1967年?）[4]
- 瑠璃豊美（1967年? - 1975年?）[4]
- 木花咲耶&水代玉藻（1975年? - 1976年?）[4]
- 木花咲耶（1976年? - 1979年?）[4]
- 麻月鞠緒（1979年 - 1981年）[4]
- 但馬久美（1981年 - 1983年）[4]
- 新城まゆみ（1983年 - 1986年）[4]
- 萬あきら（1986年 - 1990年6月30日）[4]
- 一樹千尋（1990年7月1日 - 1993年4月30日）[4]
- 夏美よう（1993年5月1日 - 1996年12月16日）[4]
- 英真なおき（1996年12月17日 - 2000年9月30日）[4]
- 万里柚美（2000年10月1日 - 2012年2月5日）[4]
- 美稀千種（2012年2月6日 - 2020年9月20日）
- 白妙なつ（2020年9月21日 - 2025年8月10日）
- 輝咲玲央（2025年8月11日 - ）

## 星組出身のトップ

### 星組出身のトップスター
- 藤里美保（元月組トップスター、1964年退団）
- 内重のぼる（元月組トップスター、1967年退団）
- 松あきら（元花組トップスター、1982年退団）
- 麻実れい（元雪組トップスター、1985年退団）
- 高汐巴（元花組トップスター、1987年退団）
- 絵麻緒ゆう（元雪組トップスター、2002年退団）
- 真飛聖（元花組トップスター、2011年退団）
- 真風涼帆（元宙組トップスター、2023年退団）
- 芹香斗亜（元宙組トップスター、2025年退団）

### 星組在籍経験のあるトップスター
- 順みつき（元花組トップスター、1983年退団）※雪組出身
- 大浦みずき（元花組トップスター、1991年退団）※雪組出身
- 紫吹淳（元月組トップスター、2004年退団）※花組出身
- 彩輝直（元月組トップスター、2005年退団）※月組出身
- 凰稀かなめ（元宙組トップスター、2015年退団）※雪組出身

### 星組出身のトップ娘役
- 秋篠美帆（元花組トップ娘役、1987年退団）
- 映美くらら（元月組トップ娘役、2004年退団）
- 花總まり（元宙組・雪組トップ娘役、2006年退団）
- 陽月華（元宙組トップ娘役、2009年退団）
- 蒼乃夕妃（元月組トップ娘役、2012年退団）

### 星組在籍経験のあるトップ娘役
- 真彩希帆（元雪組トップ娘役、2021年退団）※花組出身

## 星組出身のスター

### 星組出身の男役
- 大輝ゆう（1990年退団）
- 朝香じゅん（元花組男役、1991年退団）
- 海峡ひろき（元花組男役、1997年退団）
- 朝澄けい（2003年退団）
- 麻尋しゅん（2009年退団）
- 涼紫央（2012年退団）
- 夢乃聖夏（元雪組男役、2015年退団）
- 十碧れいや（2018年退団）
- 美弥るりか（元月組男役、2019年退団）
- 麻央侑希（2019年退団）
- 綾凰華（元雪組男役、2022年退団）
- 紫藤りゅう（元宙組男役、2023年退団）
- 天華えま（2024年退団）
- 咲城けい（現雪組男役）
- 瀬央ゆりあ（現雪組男役）
- 極美慎（現花組男役）

### 星組在籍経験のある男役
- 寿ひずる（元花組男役、1982年退団）※花組出身
- 山城はるか（1984年退団）※雪組出身
- 真織由季（1996年退団）※月組出身
- 夢輝のあ（2003年退団）※雪組出身
- 汐美真帆（2004年退団）※雪組出身
- 立樹遥（2009年退団）※雪組出身
- 和涼華（2009年退団）※宙組出身
- 十輝いりす（2016年退団）※宙組出身
- 七海ひろき（2019年退団）※宙組出身
- 愛月ひかる（2021年退団）※宙組出身
- 綺城ひか理（元花組男役、2025年退団）※花組出身

### 星組出身の娘役
- 花愛望都（1991年退団）
- 洲悠花（1994年退団）
- 万理沙ひとみ（1998年退団）
- 羽純るい（2000年退団）
- 妃里梨江（2000年退団）
- 陵あきの（元宙組娘役、2001年退団）
- 秋園美緒（2002年退団）
- 南海まり（2008年退団）
- 羽桜しずく（元月組娘役、2009年退団）
- 琴まりえ（2010年退団）
- 妃咲せあら（2011年退団）
- 稀鳥まりや（2012年退団）
- 早乙女わかば（元月組娘役、2018年退団）
- 城妃美伶（元花組娘役、2019年退団）
- 星蘭ひとみ（元専科娘役、2020年退団）
- 音波みのり（2022年退団）
- 華雅りりか（元花組娘役、2023年退団）
- 小桜ほのか（現専科娘役）
- 天彩峰里（現宙組娘役）

### 星組在籍経験のある娘役
- 叶千佳（2004年退団）※月組出身
- 仙堂花歩（2005年退団）※花組出身
- 白華れみ（2012年退団）※月組出身
- 桜庭舞（2021年退団）※雪組出身
- 有沙瞳（2023年退団）※雪組出身